# Новое Тарбеево
Новое Тарбеево — село в Мичуринском районе Тамбовской области России. 
Входит в Староказинский сельсовет.

## География
Расположено на реке Воронеж, в 18 км к западу от райцентра Мичуринска.

## Население
| 1989 | 2002 | 2010 |
| ---- | ---- | ---- |
| 578  | ↘442 | ↘385 |

Согласно результатам переписи 2002 года, в национальной структуре населения русские составляли 99 % от жителей.

## История
В официальном документе село Новое Тарбеево упомянуто впервые в 1719 году. Село Новотарбеево, видимо, основано в канун первой ревизии 1719—1722 годов. В нем числилось 9 домов однодворцев (23 человека), дом священника, дом помещика и 10 душ дворовых и крепостных крестьян.
В 1762—1767 годах в селе Ново-Тарбеево проживали однодворцы и крепостные крестьяне. Однодворцев зарегистрировано 50 человек в 10 домах, крепостных крестьян — 202 человека в 37 домах. Они принадлежали трем помещикам: Ивану Магомегову, Тихону Колобову и Николаю Хрущеву.

## Образование
Школа в селе Новое Тарбеево начала работать с 1890 года. Это была земская двухклассная школа для крестьянских детей. Первыми учениками этой школы были в основном мальчики разных возрастов, девочек было мало. В первые годы работы школы был большой отсев учащихся: не в чем было ходить, обуви никакой, кроме лаптей. Кроме того, надо было помогать родителям по хозяйству, работать в поле.
В первые годы Советской власти (1918 г.) школа была преобразована в единую начальную. После преобразования первым директором начальной школы был Утешев Михаил Андреевич, а первой учительницей — его жена, Утешева Мария Никандровна, учителя и воспитатели, как говорят, от бога. В 1937 году Утешев Михаил Андреевич был репрессирован.
Начальная школа в селе Новотарбеево функционировала с 1918 года до начала 1930-х годов. Первый пионерский отряд в школе был создан в 1922-23 учебном году.
В 1934 году в Новотарбееве открылась школа II ступени с 7-летним сроком обучения. С 1 сентября 1935 года обучение начато в новом двухэтажном здании школы.
В 1939 гг. в селе была открыта средняя школа с 10 летним сроком обучения. Долгие годы она была единственная в округе от Ярка до Лаврова. В ее классах обучались дети Ярка, Старой Казинки, Гаритова, деревни Падворки Петровского района, Ст. Тарбеево и деревень Малое и Большое Лаврово. А первый выпуск окончивших 10 классов был в 1942 году.
Первые выпускники школы ушли на фронт в первые дни войны. Многие из них погибли смертью храбрых. Ушли на фронт и учителя школы. Всего село за годы войны потеряло больше половины мужского населения.
За годы своего существования с 1935 по 2006 год школа подготовила и выпустила более 2000 учащихся. Из них 34 медалистов. Среди выпускников школы есть доктора наук, видные ученые, кандидаты наук, писатели и поэты.
На данный момент школа закрыта.